# Dactylactis benedeni
Espèce
Dactylactis benedeni est une espèce de cnidaires de la famille des Arachnactidae.

## Systématique
Le nom valide complet (avec auteur) de ce taxon est Dactylactis benedeni Gravier, 1904.